# Michail Nikolajevič Čisťakov
Michail Nikolajevič Čisťakov (18. listopadu 1896 Moskva, Ruské impérium – 26. dubna 1980) byl sovětský vojenský velitel, maršál dělostřelectva Sovětského svazu.

## Vyznamenání
- tři Řády Lenina
- Řád Říjnové revoluce
- tři Řády rudého praporu
- Řád Suvorova 1. a 2. třídy
- dva Řády Kutuzova 1. třídy
- Řád Bohdana Chmelnického 1. třídy
- Řád vlastenecké války 1. třídy
- Řád rudé hvězdy
- Řád Za službu vlasti v ozbrojených silách 3. třídy